# Svartbent hårmygga
Svartbent hårmygga (Bibio fulvicollis) är en tvåvingeart som beskrevs av Gimmerthal 1842. Svartbent hårmygga ingår i släktet Bibio och familjen hårmyggor. Enligt den svenska rödlistan är arten sårbar i Sverige. Arten förekommer i Svealand. Arten har tidigare förekommit i Götaland, Nedre Norrland och Övre Norrland men är numera lokalt utdöd. Artens livsmiljö är jordbrukslandskap, skogslandskap. Inga underarter finns listade i Catalogue of Life.